# Cermait
Na mitologia irlandesa, Cermait (mais conhecido pelo epíteto Milbél, ou "boca de mel") dos Tuatha Dé Danann, era filho de Dagda. Foi assassinado por Lug depois de ter tido um relacionamento com uma das esposas do mesmo. Seus três filhos, Mac Cuill, Mac Cecht e Mac Gréine, vingaram sua morte e tornaram-se conjuntamente Grandes Reis da Irlanda.